# Edwards-Langschwanz-Riesenratte
Edwards-Langschwanz-Riesenratte (Leopoldamys edwardsi) ist eine Säugetierart aus der Gattung der Langschwanz-Riesenratten (Leopoldamys) innerhalb der Nagetiere (Rodentia). Sie ist vom Südosten der Volksrepublik China bis nach Indien und Südostasien verbreitet.

## Merkmale
Die Edwards-Langschwanz-Riesenratte erreicht eine Kopf-Rumpf-Länge von 21,0 bis 29,0 Zentimetern und eine Schwanzlänge von 26,4 bis 31,5 Zentimetern bei einem Gewicht von 230 bis 480 Gramm. Die Hinterfußlänge beträgt 42 bis 58 Millimeter und die Ohrlänge 28 bis 32 Millimeter. Es handelt sich somit um eine sehr große Ratte mit langem Schwanz und langen Ohren. Das Fell ist glatt und glänzend, das Rückenfell braun bis grau-braun gefärbt. Die Bauchseite ist weiß und vom Rückenfell scharf abgegrenzt. Der Schwanz ist zweifarbig mit einer braunen Oberseite und einer cremeweißen Unterseite. Die Oberseiten der Vorder- und Hinterfüße sind bräunlich-weiß. Der Schädel hat eine Gesamtlänge von 54 bis 58 Millimetern.

## Verbreitung
Die Edwards-Langschwanz-Riesenratte ist vom Südosten Chinas bis nach Indien und Südostasien verbreitet. In Indien lebt die Art in Arunachal Pradesh, Meghalaya, Nagaland und Westbengalen. In China kommt sie von Guizhou bis Zhejiang und Guangdong, in Sichuan, dem Süden von Gansu und Shaanxi, Hubei und auf der Insel Hainan vor. Für Südostasien ist sie vom nördlichen Myanmar und Laos bis in den Norden und Zentral-Vietnam und in einer isolierten Population im Norden von Thailand dokumentiert. Die Höhenverbreitung reicht bis etwa 400 Meter.

## Lebensweise
Die Edwards-Langschwanz-Riesenratte lebt in Flachland- und in Bergwäldern. Sie ist primär nachtaktiv und ernährt sich omnivor sowohl von Pflanzen wie auch von tierischer Nahrung. In der Regel hält sich die Ratte am Boden auf, kann jedoch bei der Futtersuche auch klettern.

## Systematik
Die Edwards-Langschwanz-Riesenratte wird als eigenständige Art innerhalb der Langschwanz-Riesenratten (Gattung Leopoldamys) eingeordnet, die aus sechs bis neun Arten besteht. Die wissenschaftliche Erstbeschreibung erfolgte durch Oldfield Thomas im Jahr 1882, der die Art anhand von Individuen aus dem westlichen Fujian, China, beschrieb.
Neben der Nominatform Leopoldamys edwardsi edwardsi im Südosten Chinas im Gebiet von Guizhou bis Zhejiang und Guangdong unterscheiden Smith & Yan Xie 2009 für China drei weitere Unterarten: Leopoldamys edwardsi gigas in Zentralchina in Sichuan, Hubei und dem Süden von Gansu und Shaanxi, Leopoldamys edwardsi milleti im südlichen Yunnan und Leopoldamys edwardsi hainanensis, die endemisch auf der Insel Hainan ist.

## Gefährdung und Schutz
Die Art wird von der International Union for Conservation of Nature and Natural Resources (IUCN) als nicht gefährdet (least concern) gelistet. Begründet wird dies mit dem großen Verbreitungsgebiet, den angenommen großen Beständen, dem Vorkommen in mehreren Schutzgebieten sowie mit der verhältnismäßig guten Anpassungsfähigkeit an Lebensraumveränderungen.